# 이스타지우 다 세히냐
이스타지우 다 세히냐(포르투갈어: Estádio da Serrinha)는 브라질의 고이아니아에 있는 경기장이다. 현재 주로 축구 경기장으로 이용되며 고이아스 EC의 홈 구장으로 사용된다.